# Igelsjön (Almunge socken, Uppland)
Igelsjön är en våtmark, tidigare sjö, i Uppsala kommun i Uppland och ingår i Norrströms huvudavrinningsområde. Sjön har en area på 0,0664 kvadratkilometer och ligger 16 meter över havet.

## Delavrinningsområde
Igelsjön ingår i det delavrinningsområde (663649-162189) som SMHI kallar för Mynnar i Långsjön. Medelhöjden är 29 meter över havet och ytan är 35,79 kvadratkilometer. Det finns inga avrinningsområden uppströms utan avrinningsområdet är högsta punkten. Vattendraget som avvattnar avrinningsområdet har biflödesordning 4, vilket innebär att vattnet flödar genom totalt 4 vattendrag innan det når havet efter 117 kilometer. Avrinningsområdet består mestadels av skog (80 procent) och jordbruk (13 procent). Avrinningsområdet har 0,33 kvadratkilometer vattenytor vilket ger det en sjöprocent på 0,9 procent.